# Mariasdorf
Mariasdorf (ungarisch Máriafalva) ist eine Marktgemeinde mit 1129 Einwohnern (Stand 1. Jänner 2024) im südlichen Burgenland in Österreich. Überregional bekannt ist Mariasdorf durch die im 15. Jahrhundert erbaute Pfarrkirche Mariasdorf Mariä Himmelfahrt, die auch das Gemeindewappen ziert.

## Geographie

### Geografische Lage
Die Gemeinde liegt im südlichen Burgenland im Bezirk Oberwart, etwa 15 km westlich der Staatsgrenze zu Ungarn.
Die nächstgelegenen Kleinstädte sind Pinkafeld (8 Kilometer westlich) und Oberwart (9 Kilometer südlich). Die nächste größere Stadt ist Steinamanger (Szombathely) in Ungarn, das etwa 30 Kilometer östlich von Mariasdorf liegt. Auch Graz (70 Kilometer südwestlich) und Wien (90 Kilometer nördlich) sind in kurzer Zeit erreichbar und wichtige Ziele für Berufspendler aus der Region.

### Gemeindegliederung
Die Marktgemeinde Mariasdorf umfasst die Katastralgemeinden bzw. Ortschaften (außer Mariasdorf jeweils Dorf, in Klammern Einwohner Stand 1. Jänner 2024):
- Bergwerk (104)
- Grodnau (295)
- Mariasdorf (438)
- Neustift bei Schlaining (139)
- Tauchen (153)

Tauchen liegt nördlich des Kernorts Mariasdorf, die übrigen drei Ortsteile östlich von ihm.
Das östliche Gemeindegebiet mit Bergwerk, Grodnau und Neustift gehört zum Bernsteiner Gebirge, die westlichen Orte Mariasdorf und Tauchen liegen in einer etwas flacheren, zum Flüsschen Pinka hin abfallenden Landschaft.
| Deutscher Ortsname      | Ungarischer Ortsname |
| ----------------------- | -------------------- |
| Bergwerk                | Őribánya             |
| Grodnau                 | Grodnó               |
| Mariasdorf              | Máriafalva           |
| Neustift bei Schlaining | Szalónakújtelek      |
| Tauchen                 | Fehérpatak           |

### Nachbargemeinden
|              | Bernstein                                   |                 |
| Oberschützen | Kompassrose, die auf Nachbargemeinden zeigt | Stadtschlaining |
|              | Bad Tatzmannsdorf                           |                 |

## Geschichte

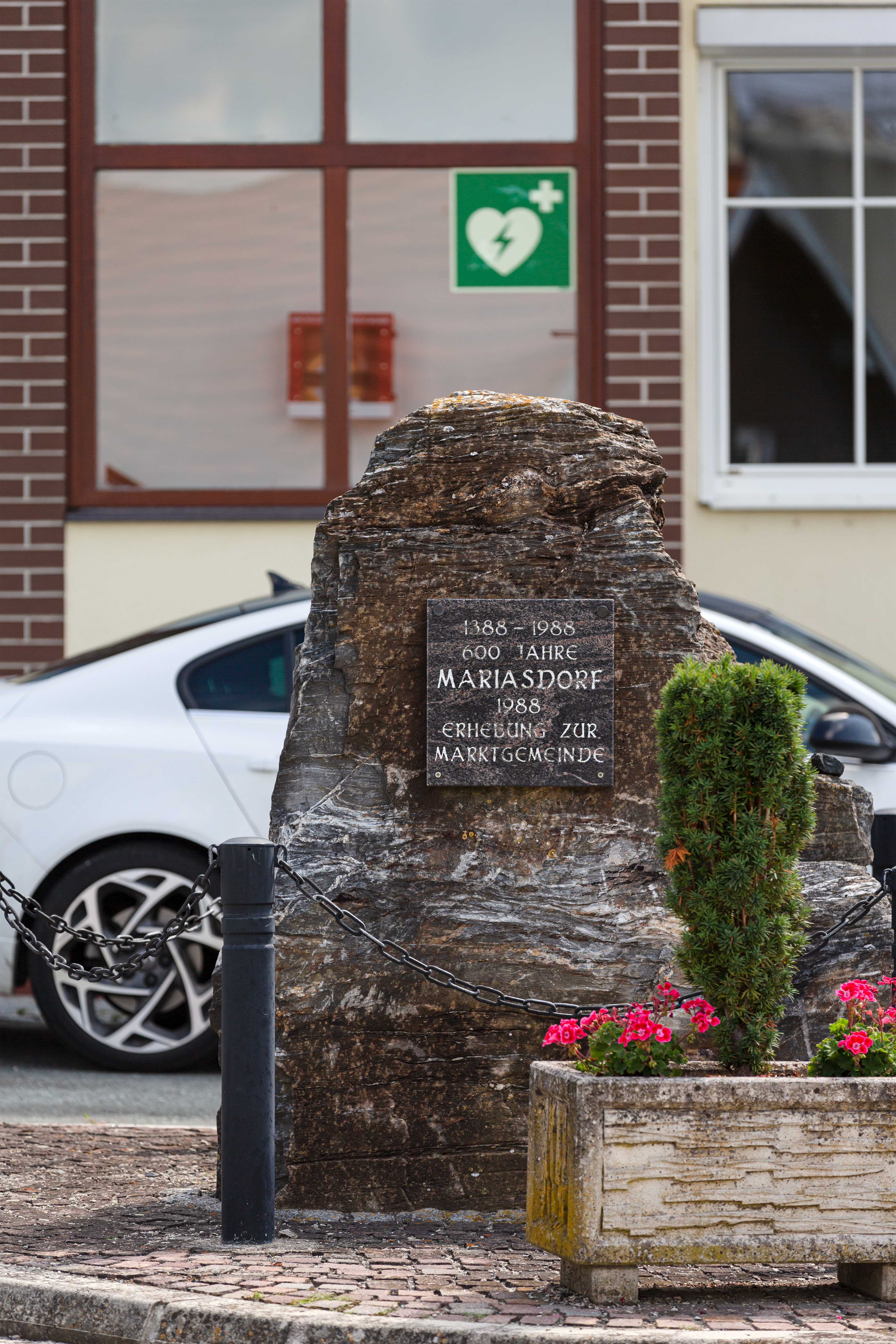
Gedenkstein zum 600-Jahre-Jubiläum der Markterhebung

Der im Komitat Eisenburg gelegene Ort gehörte jahrhundertelang zum Königreich Ungarn (Deutsch-Westungarn) und kam nach dem Vertrag von Trianon seit 1921 zum neu gegründeten Bundesland Burgenland (siehe auch Geschichte des Burgenlandes).
Mariasdorf wurde 1388 erstmals urkundlich erwähnt. In einer auf den 4. Mai d. J. datierten Urkunde verpfändete der ungarische König und spätere deutsche Kaiser Sigismund die Herrschaft Bernstein einschließlich ihrer namentlich genannten Dörfer an die Gebrüder Kanizsai.
Während des Mittelalters entwickelte sich das Gebiet zu einer Bergbauregion mit Eisen-, Kupfer- und Schwefelkiesabbau. Die Herrscherfamilie Kanizsai ließ für die hier arbeitenden Bergleute die bis heute erhaltene gotische Kirche errichten, eines der bekanntesten mittelalterlichen Bauwerke des Burgenlands.
1849 wurde Mariasdorf durch einen Großbrand weitgehend zerstört.
Um 1870 begann in Tauchen der Braunkohle-Abbau, der bis 31. März 1967 aufrecht blieb und am 30. Dezember des Jahres endgültig Geschichte wurde.
Zwischen 1899 und 1913 kam es durch Auswanderungen nach Nordamerika zu einem starken Bevölkerungsverlust.
Die bis dahin eigenständigen Gemeinden Bergwerk, Grodnau, Mariasdorf, Neustift bei Schlaining und Tauchen wurden im Rahmen des Gemeindestrukturverbesserungsgesetzes mit Wirksamkeit vom 1. Jänner 1971 zur neuen „Gemeinde Mariasdorf“ vereinigt.
Die Gemeinde Mariasdorf besitzt seit 1. Mai 1988 das Recht zur Führung der Bezeichnung „Marktgemeinde“.

### Religionen

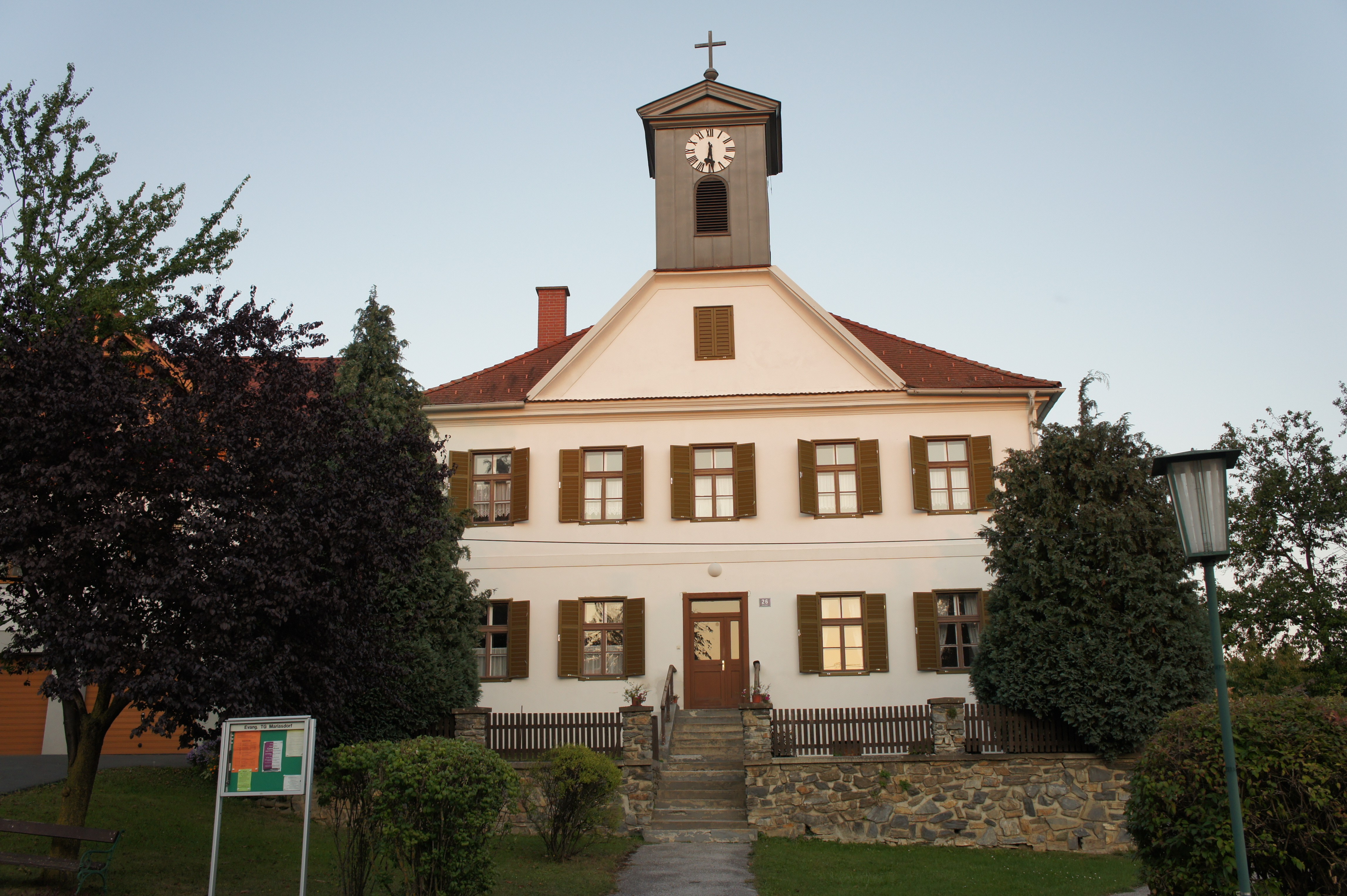
Evangelisches Schul- und Bethaus Mariasdorf

Die Mehrheit der Einwohner ist evangelischen Glaubens. Circa 50 % waren 2016 Mitglied der Evangelischen Kirche A.B. Österreich. Weniger als 20 Einwohner bekannten sich zur Evangelischen Kirche H.B. Österreich (Reformierte Kirche). 35 % waren katholischen Glaubens und gehörten der Diözese Eisenstadt an. 15 % gehörten keiner Glaubensgemeinschaft an.
Es gibt eine römisch-katholische Pfarrkirche sowie Evangelische Filialgemeinden A.B. in allen Orten.

## Kultur und Sehenswürdigkeiten

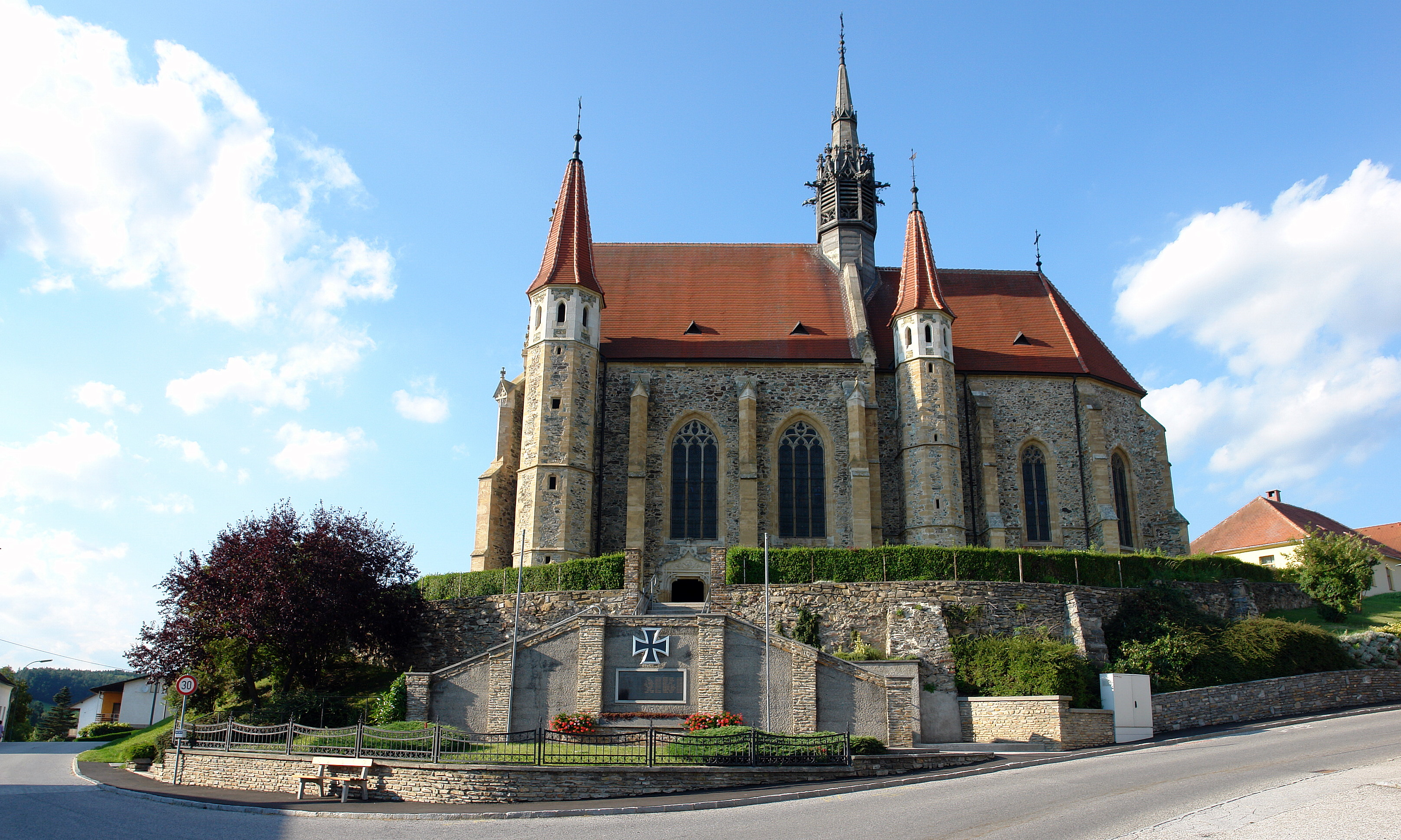
Die römisch-katholische Pfarrkirche Mariasdorf Mariae Himmelfahrt zählt zu den schönsten Kirchen des Burgenlands

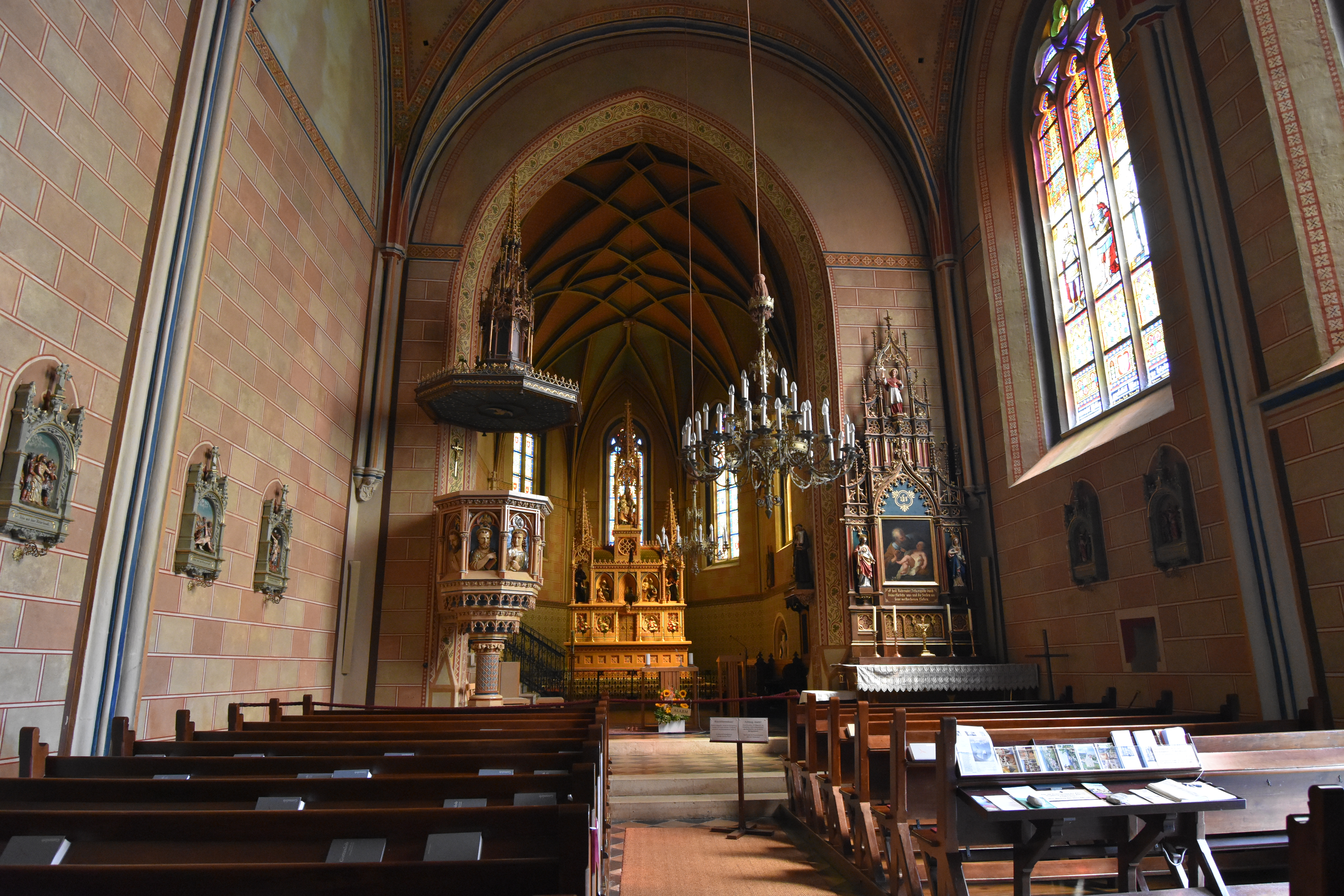
Innenansicht der Kirche

- Pfarrkirche Mariasdorf Mariae Himmelfahrt: Die spätgotische Pfarrkirche Mariae Himmelfahrt zählt zu den schönsten des Burgenlandes. Der Bau wurde, nachdem die Brüder Kanizsay das Herrschaftsgut Bernstein erhalten hatten[11], um 1400 am Standort einer bereits existierenden Kirche begonnen, aber wohl im frühen 15. Jahrhundert eingestellt. Bis dahin bestand wohl nur der Chorraum. Am Ende des Jahrhunderts wurden die Arbeiten mit dem Bau des Kirchenschiffs fortgesetzt. Das Westportal wurde 1490 vollendet. Das Sakramentshaus an der Nordwand trägt die Jahreszahl 1483. Auch Sakristei, Beinhaus und die beiden Treppentürme stammen wohl aus dieser Bauphase.[12] Im 17. und 18. Jahrhundert wurde die Kirche umgebaut, um sie an den damaligen Zeitgeschmack des Barock anzupassen. 1882–1899 wurden diese Umbauten unter der Leitung von Imre Steindl, des Architekten des Budapester Parlaments, weitgehend rückgängig gemacht und das Bauwerk wieder in gotischer Formensprache gestaltet. Zeugen dieses zweiten, neugotischen Umbaus sind der Hochaltar, die Kanzel, das Taufbecken und die Buntglasfenster.[12]

Die Kirche Mariae Himmelfahrt dient heute als römisch-katholische Pfarrkirche im Pfarrverband Mariasdorf-Bernstein im Bistum Eisenstadt.

### Sport
Es gibt Sportplätze in allen Orten und einen Radrundweg.

## Wirtschaft und Infrastruktur
In Mariasdorf gibt es keine Straßennamen. Postadressen setzen sich aus dem Namen des Ortsteils und der Hausnummer zusammen.

### Wirtschaft
Von den 89 landwirtschaftlichen Betrieben des Jahres 2010 wurden elf als Haupterwerbsbetriebe geführt.
| Wirtschaftssektor            | Anzahl Betriebe | Anzahl Betriebe | Erwerbstätige | Erwerbstätige |
| Wirtschaftssektor            | 2011            | 2001            | 2011          | 2001          |
| ---------------------------- | --------------- | --------------- | ------------- | ------------- |
| Land- und Forstwirtschaft 1) | 89              | 108             | 31            | 34            |
| Produktion                   | 9               | 12              | 98            | 111           |
| Dienstleistung               | 44              | 31              | 101           | 103           |

1) Betriebe mit Fläche in den Jahren 2010 und 1999

### Verkehr
- Straße:  Die wichtigste Verkehrsader im Gemeindegebiet ist die Burgenland-Bundesstraße (B 50), die das Bundesland in Nord-Süd-Richtung durchzieht und am östlichen Ortsrand von Mariasdorf als Umgehungsstraße trassiert ist.
- Bahn: Seit der Einstellung der Pinkatalbahn ist die nächstgelegene Bahnstrecke ist die Wechsel- und Thermenbahn mit Haltepunkt in Friedberg.

### Bildung
Die Gemeinde verfügt über eine Volksschule. Die zweite Volksschule in Grodnau wurde im Jahr 2016 geschlossen. Das nächste Gymnasium befindet sich im drei Kilometer entfernten Nachbarort Oberschützen.

## Politik

### Gemeinderat
Der Gemeinderat umfasst aufgrund der Anzahl der Wahlberechtigten insgesamt 19 Mitglieder.
| Partei          | 2022    | 2022    | 2022    | 2017             | 2017             | 2017             | 2012             | 2012             | 2012             | 2007             | 2007             | 2007             | 2002             | 2002             | 2002             | 1997             | 1997             | 1997             |
| Partei          | Sti.    | %       | M.      | Sti.             | %                | M.               | Sti.             | %                | M.               | Sti.             | %                | M.               | Sti.             | %                | M.               | Sti.             | %                | M.               |
| --------------- | ------- | ------- | ------- | ---------------- | ---------------- | ---------------- | ---------------- | ---------------- | ---------------- | ---------------- | ---------------- | ---------------- | ---------------- | ---------------- | ---------------- | ---------------- | ---------------- | ---------------- |
| SPÖ             | 400     | 50,76   | 10      | 438              | 56,66            | 11               | 475              | 58,21            | 12               | 496              | 58,28            | 12               | 496              | 58,15            | 11               | 392              | 49,94            | 10               |
| ÖVP             | 284     | 36,04   | 7       | 207              | 26,78            | 5                | 236              | 28,92            | 5                | 234              | 27,50            | 5                | 270              | 31,65            | 6                | 317              | 40,38            | 8                |
| FPÖ             | 85      | 10,79   | 2       | 128              | 16,56            | 3                | 105              | 12,87            | 2                | 121              | 14,22            | 2                | 87               | 10,20            | 2                | 76               | 9,68             | 1                |
| KLART           | 19      | 2,41    | 0       | nicht kandidiert | nicht kandidiert | nicht kandidiert | nicht kandidiert | nicht kandidiert | nicht kandidiert | nicht kandidiert | nicht kandidiert | nicht kandidiert | nicht kandidiert | nicht kandidiert | nicht kandidiert | nicht kandidiert | nicht kandidiert | nicht kandidiert |
| Wahlberechtigte | 1067    | 1067    | 1067    | 1039             | 1039             | 1039             | 1072             | 1072             | 1072             | 1048             | 1048             | 1048             | 1036             | 1036             | 1036             | 1009             | 1009             | 1009             |
| Wahlbeteiligung | 80,51 % | 80,51 % | 80,51 % | 80,65 %          | 80,65 %          | 80,65 %          | 83,58 %          | 83,58 %          | 83,58 %          | 85,50 %          | 85,50 %          | 85,50 %          | 87,74 %          | 87,74 %          | 87,74 %          | 84,54 %          | 84,54 %          | 84,54 %          |

### Bürgermeister
- bis 2002: Karl Kreimer
- 2002–2022: Reinhard Berger[19][22]
- seit 2022: Wolfgang Nothnagel[23][18]

### Wappen
|  | Das Wappen wurde am 16. April 1988 verliehen. Blasonierung: „In Rot über einem mit einem goldenen Bergwerksstollen belegten grünen Dreiberg eine goldene, schwarzbedachte Kirche, begleitet von natürlichen Pappelbäumen.“ |

## Persönlichkeiten

### Söhne und Töchter der Gemeinde
- Reinhold Benedek (1929–2020), Politiker (SPÖ)